# Ekaterina Churas'kina
Ekaterina Vasil'evna Churas'kina (in russo Екатерина Васильевна Хураськина?; Mosca, 21 agosto 1989) è una pentatleta russa.

## Palmarès
In carriera ha conseguito i seguenti risultati:
- Europei

Lipsia 2009: argento nel pentathlon moderno a squadre.
- Mondiali

Chengdu 2010: oro nella staffetta del pentathlon moderno.